# Steven Wilson

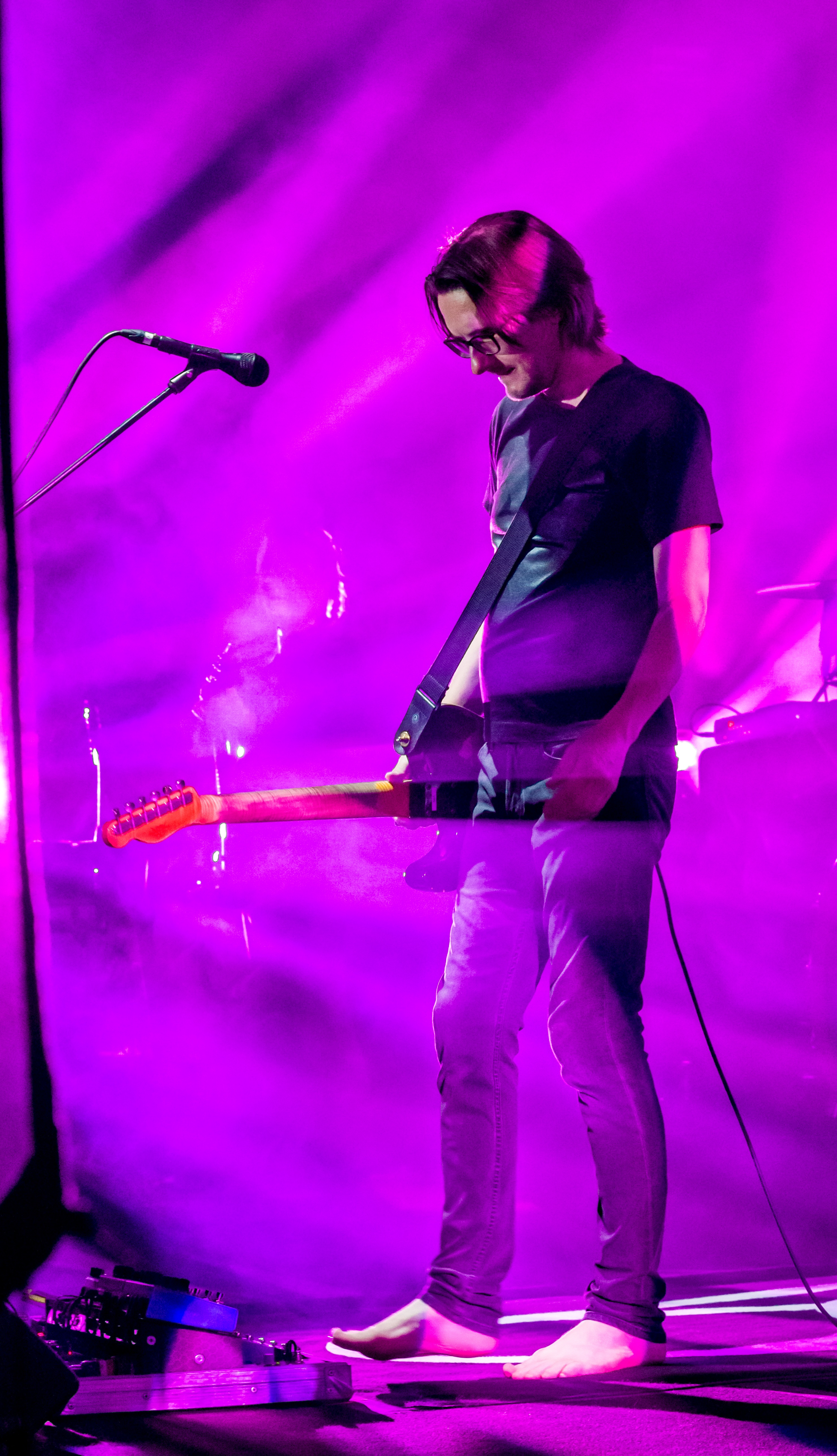
Steve Wilson, Zelt-Musik-Festival w roku 2018 we Fryburgu Bryzgowijskim, Niemcy

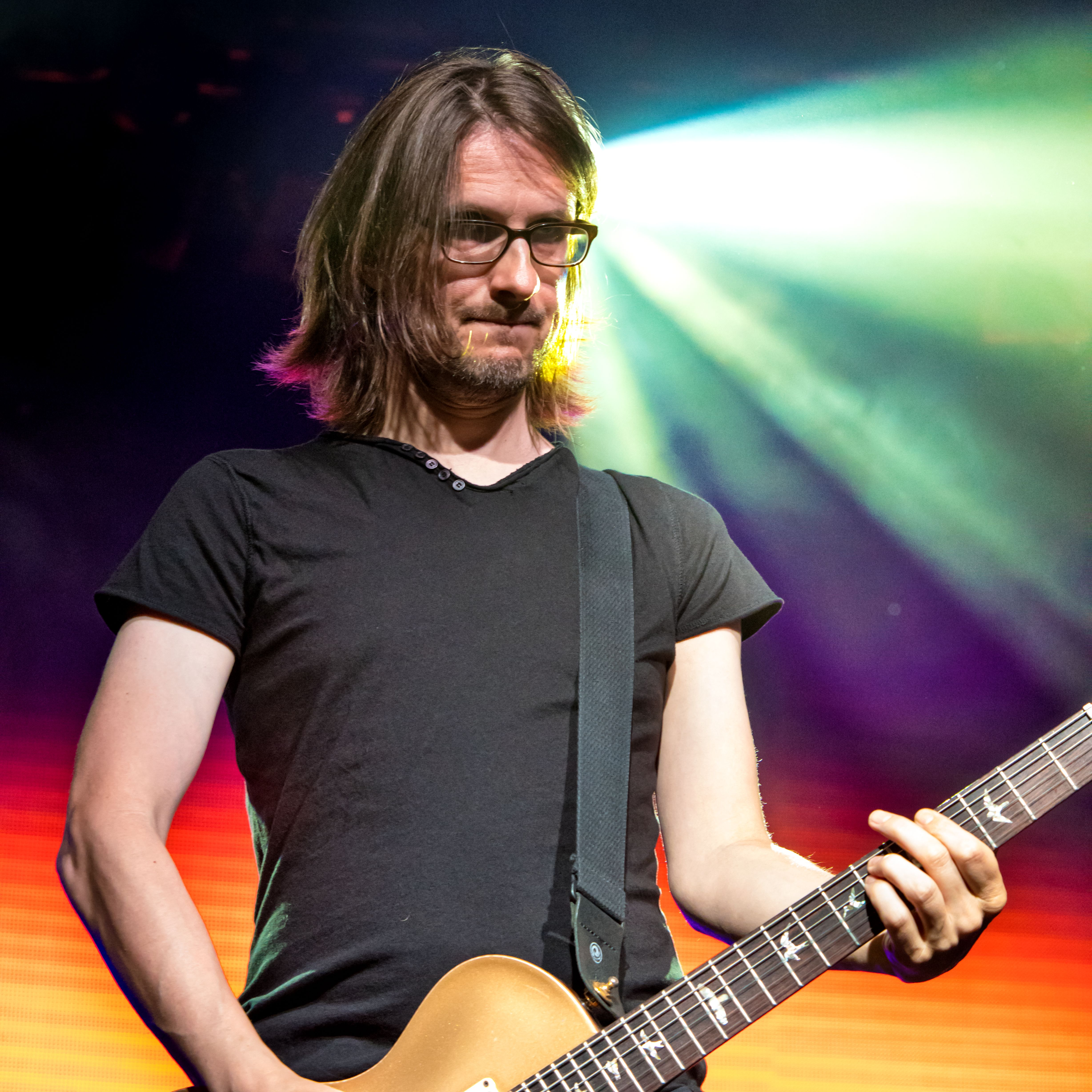
Zelt-Musik-Festival w roku 2016 we Fryburgu Bryzgowijskim, Niemcy

Steven John Wilson (ur. 3 listopada 1967 w Kingston upon Thames) – brytyjski muzyk, kompozytor, multiinstrumentalista, wokalista i producent muzyczny. Jego zainteresowania muzyczne sięgają od wszelkich odmian rocka i popu w ramach formacji Porcupine Tree oraz Blackfield, przez uduchowione piosenki projektu No-Man po eksperymentalną elektronikę, awangardowy jazz i ambient, z których znane są jego solowe projekty.
Już w bardzo wczesnej młodości eksperymentował z brzmieniem i różnymi technikami nagraniowymi, korzystając z prymitywnego studia nagraniowego oraz sprzętu (m.in. efektów brzmieniowych) przygotowywanego przez jego ojca – elektryka. Już w wieku kilku lat pobierał lekcje gry na gitarze z woli rodziców, ale tylko przez krótki czas z powodu jego niechęci do gitary. Tymczasem już w wieku około 10 lat sam poprosił rodziców o kupno gitary elektrycznej, a mając lat kilkanaście występował z zespołami Karma, Pride Of Passion i Altamont.
Pod koniec lat 80. XX w. założył z wokalistą Timem Bownessem zespół No-Man (początkowo No-Man Is An Island) i eksperymentował solowo w ramach projektu Porcupine Tree, składającego się z wyimaginowanych członków. Początkowo jako słowa piosenek wykorzystywał psychodeliczne wiersze przyjaciela Alana Duffy’ego. Po 1993 roku Porcupine Tree stał się pełnym zespołem. W 2004 ukazała się pierwsza płyta grupy Blackfield, utworzonej przez Wilsona z izraelskim muzykiem Awiwem Gefenem.
Stylistyka muzyki Wilsona jest bardzo zróżnicowana, obejmując część spektrum rocka, ambient, trip hop, muzyki elektronicznej, popu, a nawet metalu. Wilson nagrał łącznie w różnych składach, przez kilkanaście lat, blisko setkę płyt długogrających i wyprodukował kilkadziesiąt albumów utrzymanych w rozmaitych konwencjach muzycznych.

## Dyskografia

### Albumy solowe
| Rok                            | Tytuł | Pozycja na liście | Pozycja na liście | Pozycja na liście | Pozycja na liście | Pozycja na liście | Pozycja na liście | Pozycja na liście | Pozycja na liście | Pozycja na liście |
| Rok                            | Tytuł | POL               | NLD               | FRA               | GBR               | CHE               | FIN               | DEU               | BEL (WA)          | BEL (FL)          |
| ------------------------------ | --- | ----------------- | ----------------- | ----------------- | ----------------- | ----------------- | ----------------- | ----------------- | ----------------- | ----------------- |
| 2008                           | Insurgentes - Data: 26 listopada 2008 (Deluxe), 9 marca 2009 - Wydawca: Headphone Dust, Tonefloat, Kscope Music | 15                | 78                | 114               | 116               | –                 | –                 | 81                | –                 | —                 |
| 2011                           | Grace for Drowning - Data: 26 września 2011 - Wydawca: Kscope Music                                             | 7                 | 22                | 96                | 34                | 54                | 30                | 22                | 76                | —                 |
| 2013                           | The Raven That Refused to Sing (And Other Stories) - Data: 25 lutego 2013 - Wydawca: Kscope Music               | 25                | 16                | 51                | 28                | 62                | 17                | 3                 | 47                | 61                |
| 2015                           | Hand. Cannot. Erase. - Data: 27 lutego 2015 - Wydawca: Kscope Music                                             | 10                | 2                 | 47                | 13                | 17                | 4                 | 3                 | 34                | 26                |
| 2017                           | To the Bone - Data: 18 sierpnia 2017 - Wydawca: Caroline International                                          | 14                | 4                 | 24                | 3                 | 4                 | 1                 | 2                 | 9                 | 14                |
| 2021                           | The Future Bites - Data: 29 stycznia 2021 - Wydawca: Caroline International                                     | 8                 | 2                 | 41                | 4                 | 3                 | 3                 | 3                 | 13                | 19                |
| 2023                           | The Harmony Codex - Data: 29 września 2023 - Wydawca: Virgin Records, Spinefarm Records                         | 7                 | 2                 | 25                | 4                 | 5                 | 13                | 3                 | 12                | 18                |
| 2025                           | The Overview - Data: 14 marca 2025 - Wydawca: Fiction Records                                                   | 9                 | 3                 | 21                | 3                 | 3                 | 12                | 1                 | 6                 | 11                |
| "—" pozycja nie była notowana. | |                   |                   |                   |                   |                   |                   |                   |                   |                   |

### Minialbumy
| 2009                           | NSRGNTS RMXS - Data: 24 sierpnia 2009 - Wydawca: Kscope Music   | –  | – | –  | –  | –  | –  | –   | —  |
| 2013                           | Drive Home - Data: 21 października 2013 - Wydawca: Kscope Music | –  | – | –  | –  | –  | 45 | 158 | —  |
| 2016                           | 4 ½ - Data: 22 stycznia 2016 - Wydawca: Kscope Music            | 49 | 9 | 55 | 21 | 13 | 7  | 47  | 33 |
| "—" pozycja nie była notowana. |                                                                 |    |   |    |    |    |    |     |    |

### Albumy koncertowe
| 2012                           | Catalogue / Preserve / Amass (Live in Europe Oct 2011) - Data: luty 2012 (CD, LP) - Wydawca: Headphone Dust | –  | — |
| 2012                           | Get All You Deserve - Data: 25 września 2012 (CD, DVD, Blu-ray) - Wydawca: Kscope Music                     | 52 | 9 |
| "—" pozycja nie była notowana. | |    |   |

### Kompilacje
| 2014                           | Cover Version - Data: 30 czerwca 2014 - Wydawca: Kscope Music | 37 | 46 | 134 |
| "—" pozycja nie była notowana. |                                                               |    |    |     |

### Nagrania archiwalne
| Rok  | Tytuł |
| ---- | --- |
| 2004 | Unreleased Electronic Music Vol 1 - Data: 19 kwietnia 2004 (CD-R), 14 listopada 2005 (LP), 5 czerwca 2006 (CD) - Wydawca: Headphone Dust, Tonefloat, Headphone Dust |
| 2010 | Tape Experiments 1985–86 - Data: 29 listopada 2010 - Wydawca: ToneFloat, Headphone Dust                                                                             |

### Single
| 2000                           | „Tonefloating” (oraz The Use Of Ashes)                    | —  |
| 2003                           | „Cover Version”                                           | —  |
| 2004                           | „Cover Version II”                                        | —  |
| 2005                           | „Cover Version III”                                       | —  |
| 2006                           | „Cover Version IV”                                        | —  |
| 2008                           | „Cover Version V”                                         | —  |
| 2009                           | „Harmony Korine”                                          | 40 |
| 2010                           | „Cover Version VI”                                        | —  |
| 2010                           | „Vapour Trail Lullaby”                                    | —  |
| 2011                           | „Stoneage Dinosaurs / Fear” (oraz Oceansize)              | —  |
| 2011                           | „Postcard”                                                | 11 |
| 2013                           | „Luminol / The Watchmaker”                                | —  |
| 2013                           | „Visions Magazine Anniversary” (oraz The Pineapple Thief) | —  |
| 2013                           | „Drive Home”                                              | 13 |
| 2014                           | „The Old Peace” (oraz Mariusz Duda)                       | —  |
| 2020                           | "Personal Shopper"                                        | —  |
| 2020                           | "Eminent Sleaze"                                          | —  |
| 2020                           | "King Ghost"                                              | —  |
| 2020                           | "12 Things I Forgot"                                      | —  |
| 2021                           | "Man of the People"                                       | —  |
| "—" pozycja nie była notowana. |                                                           |    |

### Inne
| Rok  | Tytuł                                             | Uwagi                                                          |
| ---- | ------------------------------------------------- | -------------------------------------------------------------- |
| 1994 | Richard Barbieri/Tim Bowness – Flame              | - gościnnie gitara                                             |
| 1994 | JBK – Seed                                        | - gościnnie gitara                                             |
| 1995 | Psychomuzak – The Exstasie                        | - produkcja muzyczna                                           |
| 1995 | Mick Karn – The Tooth Mother                      | - gościnnie gitara                                             |
| 1995 | Steve Jansen/Richard Barbieri – Stone To Flesh    | - gościnnie gitara                                             |
| 1997 | Indigo Falls – Indigo Falls                       | - gościnnie gitara                                             |
| 1997 | Fish – Sunsets on Empire                          | - produkcja muzyczna, współkompozytor                          |
| 1999 | Cipher – No Ordinary Man                          | - miksowanie, gościnnie gitara                                 |
| 1999 | Fish – Raingods with Zippos                       | - gościnnie gitara                                             |
| 1999 | Marillion – Marillion.com                         | - produkcja muzyczna, miksowanie                               |
| 2001 | Opeth – Blackwater Park                           | - produkcja muzyczna, gościnnie śpiew, gitara, fortepian       |
| 2001 | Theo Travis – Heart of the Sun                    | - współprodukcja muzyczna, miksowanie                          |
| 2001 | Anja Garbarek – Smiling & Waving                  | - współprodukcja muzyczna                                      |
| 2001 | Ange – Culinaire lingus                           | - miksowanie                                                   |
| 2001 | JBK – Playing in a Room With People               | - gościnnie gitara                                             |
| 2002 | Cipher – One Who Whispers                         | - współprodukcja muzyczna, miksowanie                          |
| 2002 | Opeth – Deliverance                               | - produkcja muzyczna, gościnnie gitara, melotron, śpiew        |
| 2003 | OSI – Office of Strategic Influence               | - współautor utworu, śpiew                                     |
| 2003 | Opeth – Damnation                                 | - produkcja muzyczna, gościnnie instrumenty klawiszowe i śpiew |
| 2003 | Yoko Ono – Will I / Fly                           | - remiks utworu                                                |
| 2004 | Ben Castle – Blah Street                          | - miksowanie                                                   |
| 2004 | Marillion – Marbles                               | - miksowanie                                                   |
| 2004 | Paatos – Kallocain                                | - miksowanie                                                   |
| 2004 | Darkroom – The Dac Mixes                          | - remiks utworu                                                |
| 2004 | Vidna Obmana – Legacy                             | - gościnnie gitara                                             |
| 2004 | Theo Travis – Earth to Ether                      | - miksowanie                                                   |
| 2005 | John Wesley – Shiver                              | - miksowanie                                                   |
| 2007 | Vidna Obmana – The Bowing Harmony                 | - gościnnie śpiew                                              |
| 2007 | Fovea Hex – Allure                                | - gościnnie gitara                                             |
| 2007 | Dream Theater – Systematic Chaos                  | - gościnnie melorecytacja                                      |
| 2007 | Jordan Rudess – The Road Home                     | - gościnnie śpiew                                              |
| 2008 | Ephrat – No Ones Words                            | - miksowanie, mastering                                        |
| 2009 | Engineers – Three Fact Fader                      | - remiks utworu                                                |
| 2009 | Awiw Gefen – Aviv Geffen                          | - gościnnie gitara i śpiew                                     |
| 2010 | Orphaned Land – The Never Ending Way of ORWarriOR | - współprodukcja muzyczna                                      |
| 2010 | Anathema – We’re Here Because We’re Here          | - miksowanie                                                   |
| 2010 | Pendulum – Immersion                              | - gościnnie śpiew                                              |
| 2011 | Opeth – Heritage                                  | - miksowanie                                                   |